# De'Longhi
De'Longhi eller De'Longhi S.p.A er en stor italiensk producent af små husholdningsapparater baseret i Treviso, Italien.

## Historie og handel
Virksomheden blev grundlagt af De'Longhi familien i 1902, som en lille producent af industrielle dele. Virksomheden blev til et aktieselskab, inc. i 1950. Virksomheden var historisk en førende producent af bærbare varmeapparater og klimaanlæg. Den har sidenhen udvidet til at omfatte næsten enhver kategori indenfor husholdningsapparater, heriblandt madlavning, husholdnings rengøring og strygning. De'Longhi er især velkendt for sine Artista espresso maskiner, De'Longhi ismaskine og det bærbare klimaanlæg Pinguino.
De'Longhi er kendt for sit produktdesign samt Esclusivo serien af køkkenapparater, der vandt en:Red Dot design prisen i 2007.  Home Furnishing News anerkendte De'Longhis design direktør Giocomo Borin, som en af de 50 mest indflydelsesrige designere i verden i 2006.
De'Longhis erhvervelse af den britiske køkkenmaskine producent Kenwood Limited gav De'Longhi adgang til Kenwood kinesiske fabrik. Som et resultat heraf bliver mange af De'Longhis produkter nu importeret fra Kina, imens design og innovation overordnet set forbliver i Italien.
De'Longhi driver i alt 13 produktionsanlæg og 30 internationale datterselskaber, som understøtter salget i 75 lande verden over. Internationale salg står for næsten 75 procent af gruppens totalomsætning, der toppede med € 1,63 milliard i 2010.
Den 16. april 2012 købte De'Longhi evige rettigheder til produktion af Brauns mærkevarer fra Procter & Gamble i segmentet for små husholdningsapparater. Procter & Gamble ejer fortsat Braun mærket. Aftalen lød på € 50 millioner betalt omgående og 90 € betalt over de næste 15 år. 
Aktier i virksomheden bliver handlet på Milans børs, Borsa Italiana.

## Eksterne links og henvisninger
- Officiel hjemmeside
- Delonghi Danmark Arkiveret 28. februar 2015 hos  Wayback Machine